# Шахманово (Рязанская область)
Шахманово — деревня в Рязанском районе Рязанской области. Входит в Тюшевское сельское поселение.

## География
Находится в северо-западной части Рязанской области на расстоянии приблизительно 9 км на запад-северо-запад по прямой от вокзала станции Рязань II.

## История
Известна с 1597 года как вотчина землевладельцев Шехмановых. На карте 1850 года показана как поселение с 5 дворами. В 1859 году здесь (тогда деревня Рязанского уезда Рязанской губернии) было учтено 4 двора , в 1897 — 22.

## Население
Численность населения: 104 человека (1859 год), 137 (1897), 165 в 2002 году (русские 99 %), 232 в 2010.